# Lucas Pierre Santos Oliveira
Lucas Pierre Santos Oliveira, noto solo come Pierre (Itororó, 19 gennaio 1982), è un ex calciatore brasiliano, di ruolo centrocampista.

## Palmarès

### Club

#### Competizioni nazionali
- Coppa del Brasile: 1

Atlético Mineiro: 2014

#### Competizioni statali
- Campionato Mineiro: 2

Atlético Mineiro: 2013, 2015

#### Competizioni internazionali
- Recopa Sudamericana: 1

Atlético Mineiro: 2014